# 조숭
조위 태황제 조숭(曹魏太皇帝曹嵩, ?~193년)은 후한 말의 정치가로, 자는 거고(巨高)이며 예주(豫州) 패국(沛國) 초현(譙縣) 사람이다. 조조의 아버지이다. 본래 하후씨(夏侯氏)로, 하후돈과 하후연의 숙부였으나 환관인 십상시 조등의 양자가 되었다.

## 생애
본래 조숭은 환관 출신이 아니었는데, 중상시 조등이 환관이라 아들이 없었으므로 조숭을 양자로 삼았다. 조숭은 환관에게 뇌물을 바치고 서원전(西園錢) 1억 전을 바쳐 태위까지 올랐다고 전해지나, 《후한서》 본전에는 이외에 특별한 기록이 없다. 속한서를 따르면 사례교위를 지냈고 영제에게 발탁돼 대사농, 대홍려를 역임하고 최열을 대신해 태위가 되었다. 후한서 본기에서는 대사농을 지내다가 바로 중평 4년(187년)에 태위가 되었다고 나오며, 중평 5년(188년)에 파면되었다. 이후 아들 조조가 거병하자, 따르지 않고 작은 아들들과 함께 피란하여 낭야로 갔다. 초평 4년(193년) 무렵, 서주목 도겸의 통치 구역을 지나가던 중에 살해되었는데, 후한서 조등열전에서는 도겸에게 살해되었다고 하고 오서에서는 조숭이 태산에서 살해당하니 그 죄가 도겸에게 돌아갔다 하며 도겸열전에서는 도겸의 별장의 사졸들이 조숭의 재물을 탐냈기 때문에 그들에게 살해당했다고 한다. 응소열전에서는 흥평 원년(194년)에 낭야에서 태산으로 가려 했다가 아들 조조에게 여러 차례 공격받은 도겸에게 공격을 받아 살해당했다고 한다.
손자 조비가 왕에 오른 후 태왕(太王)에 추증되었고, 다시 황제에 오르자 태황제(太皇帝)로 추증됐다.

## 삼국지연의에서의 조숭
조조의 거병에 지원을 아끼지 않았고 조조가 대세력을 이루자, 193년 일가친척과 함께 진류로 가던 중 도겸을 만나서 극진한 대접을 받는다. 이후 장개의 호위를 받으며 연주로 가던 중, 조숭의 재화를 탐낸 장개에게 살해당하였다.

## 가계
- 조등(曹騰) (양부)
  - 조숭
    - 조조 (아들)
    - 조덕(曹德)

## 같이 보기
- 삼국지 인물 목록